# Leon Fukofuka
Pas d'image ? Cliquez ici

a Compétitions nationales et continentales officielles uniquement.

b Matchs officiels uniquement.
Dernière mise à jour le 9 juillet 2023.
Leon Fukofuka, né le 8 septembre 1994 à Auckland (Nouvelle-Zélande), est un joueur de rugby à XV international tongien évoluant au poste de demi de mêlée. Il évolue avec le club australien des Hunter Wildfires en Shute Shield depuis 2021.

## Biographie
Leon Fukofuka est né à Auckland en Nouvelle-Zélande, de parents d'origine tongienne. Son père, Tuʻakalau Fukofuka (en) a été international tongien au poste de pilier, et a disputé la Coupe du monde 1995.

## Carrière

### En club
Leon Fukofuka suit sa scolarité à la Kelston Boys' High School (en) dans la banlieue d'Auckland. Il pratique au rugby à XV avec l'équipe de l'établissement, disputant le championnat lycéen local. Il joue d'abord au poste de troisième ligne aile, avant de transitionner vers celui de demi de mêlée autour de l'âge de 16 ans. Il est le co-capitaine de son équipe lors de sa dernière année au lycée. Il joue aussi au rugby à sept avec son équipe. Parallèlement, il représente les équipes jeunes de la province d'Auckland et de la franchise des Blues,.
Après avoir terminé sa scolarité, il joue avec le club des Marist Brothers Old Boys RFC dans le championnat amateur de la région d'Auckland.
En 2014, il fait partie de l'équipe Development (espoir) des Blues, avant d'être retenu dans l'effectif professionnel d'Auckland pour la saison 2014 de National Provincial Championship (NPC),. Il joue son premier match au niveau professionnel le 6 septembre 2014 contre Wellington. Il joue sept rencontres lors de sa première saison, dont seulement trois titularisations.
Après cette première saison au niveau provincial, il est recruté par la franchise des Chiefs pour la saison 2015 de Super Rugby. Son recrutement fait suite à la blessure longue durée de Tawera Kerr-Barlow, qui manque l'intégralité de la saison. Troisième dans hiérarchie des demis de mêlée, derrière Brad Weber et Augustine Pulu, il ne joue aucun match lors de la saison.
Plus tard en 2015, il ne joue qu'une seule rencontre avec Auckland, à cause d'une blessure à l'épaule,.
Il change ensuite de franchise, et rejoint les Crusaders en 2016. Il fait alors partie d'un effectif étoffé, comprenant la recrue Bryn Hall et le prometteur Mitchell Drummond,. Il joue sa première rencontre de Super Rugby le 27 février 2016 contre son ancienne équipe des Chiefs. Il quatre matchs en tant que remplaçant lors de cette première saison, et se voit prolongé pour une saison supplémentaire,. En 2017, alors que son équipe remporte le championnat, il ne joue qu'une unique rencontre lors de la saison, face aux Sunwolves,. Son manque de temps de jeu fait qu'il n'est pas conservé au terme de la saison, bien qu'il lui reste encore une année de contrat,.
Avec Auckland, il remporte le NPC, après une finale gagnée face à Canterbury. C'est lui qui marque le dernier essai de son équipe lors des prolongations, permettant la victoire de son équipe.
En 2019, il rejoint franchise samoane des Kagifa Samoa (en) évoluant en Global Rapid Rugby. Il est nommé capitaine de cette équipe.
Après la Coupe du monde disputée avec son pays, il rejoint jusqu'à la fin de la saison en cours le club anglais d'Ampthill en Championship. Il reste une saison en Angleterre, et joue douze matchs.
En 2021, il rejoint le club australien des Hunter Wildfires, qui viennent de rejoindre le Shute Shield, et qui représentent la région de l'Hunter. Il devient rapidement un titulaire indiscutable au poste de demi de mêlée, et prolonge son contrat pour une saison supplémentaire,.

### En équipe nationale
Leon Fukofuka a joué avec l'équipe des Barbarians scolaires néo-zélandais (en) (sélection scolaire réserve) en 2012.
En 2014, il est sélectionné avec l'équipe de Nouvelle-Zélande des moins de 20 ans pour participer au championnat du monde junior en Nouvelle-Zélande. Lors de la compétition, que son équipe termine à la troisième place, il ne dispute une seule rencontre lors de la phase de poule face à l'Écosse, marquant un essai à cette occasion,.
Il est sélectionné pour la première fois avec l'équipe des Tonga en juin 2017 pour participer à la Pacific Nations Cup. Il obtient sa première cape internationale le 15 juin 2017 à l’occasion d'un match contre l'équipe du pays de Galles à Auckland.
En décembre 2018, il est sélectionné par Rassie Erasmus pour jouer avec les Barbarians lors du match contre l'Argentine à Twickenham.
En 2019, il est retenu dans le groupe tongien pour disputer la Coupe du monde au Japon. Il joue les quatre rencontres de son équipe lors de la compétition, contre l'Angleterre, l'Argentine, la France et les États-Unis. Il est toutefois à remplaçant lors de chaque match, bloqué derrière le joueur de Newcastle Sonatane Takulua.

## Palmarès

### En club
- Vainqueur du Super Rugby en 2017 avec les Crusaders.
- Vainqueur du National Provincial Championship en 2018 avec Auckland.

## Statistiques en équipe nationale
- 16 sélections avec les Tonga depuis 2017[3].
- 0 point.

- Participation à la Coupe du monde 2019 (4 matchs).